# Primera División Uruguaya 1960
Il campionato era formato da dieci squadre e il Peñarol vinse il titolo.

## Classifica finale
| Pos. | Squadra              | G  | V  | N | P  | GF | GS | Punti |
| ---- | -------------------- | -- | -- | - | -- | -- | -- | ----- |
| 1    | Peñarol              | 18 | 11 | 6 | 1  | 44 | 18 | 28    |
| 2    | Cerro                | 18 | 13 | 2 | 3  | 43 | 21 | 28    |
| 3    | Nacional             | 18 | 10 | 4 | 4  | 45 | 22 | 24    |
| 4    | Fénix                | 18 | 5  | 6 | 7  | 20 | 31 | 16    |
| 5    | Defensor             | 18 | 3  | 9 | 6  | 17 | 22 | 15    |
| 6    | Racing Montevideo    | 18 | 7  | 1 | 10 | 26 | 32 | 15    |
| 7    | Rampla Juniors       | 18 | 5  | 5 | 8  | 20 | 32 | 15    |
| 8    | Montevideo Wanderers | 18 | 5  | 5 | 8  | 19 | 27 | 15    |
| 9    | Liverpool            | 18 | 6  | 2 | 10 | 25 | 36 | 14    |
| 10   | Sud América          | 18 | 3  | 4 | 11 | 15 | 33 | 10    |

G = Partite giocate; V = Vittorie; N = Nulle/Pareggi; P = Perse; GF = Goal fatti; GS = Goal subiti; 

## Classifica marcatori
| Gol |  |  | Giocatore     | Squadra |
| --- |  |  | ------------- | ------- |
| 14  |  |  | Ángel Cabrera | Peñarol |